# Adonidia maturbongsii
Adonidia maturbongsii es una especie de palmera de la familia Arecaceae.   Es una palmera solitaria descubierta recientemente en la isla de Biak en Indonesia.

## Distribución y hábitat
Adonidia maturbongsii es un endemismo de la isla de Biak (Papúa, Indonesia), donde se ha encontrado en 80 a 170 m sobre el nivel del mar.

## Características
Es una palmera con el tallo marrón con manchas blancas y cicatrices foliares prominentes, con 10-15 m de altura, y 10 a 20 cm de diámetro, que se estrechan hacia el ápice. Las hojas forman una corona de unas diez hojas arqueadas  de hasta 70 cm de largo. Pecíolo (tallo de la hoja) de hasta 45 cm de largo. Cada hoja dividida en 25 a 30 pares de foliolos. La inflorescencia de 60-70 cm de largo. Las flores masculinas de 7 mm de largo con 30-32 estambres (órganos masculinos). Las flores femeninas  de 5 mm de largo con sólo unos pocos diminutos, estaminodios, parecidas a dientes (estambres estériles). Gineceo (elemento femenino) en forma de pera. El fruto es de alrededor de 3 cm de largo, elipsoide, que madura de naranja a rojo, con semillas de 2 cm de largo, elipsoide.

## Taxonomía
Adonidia maturbongsii fue descrita por W.J.Baker & Heatubun  y publicado en Palms (1999+). 56: 134 (2012).
Etimología
Adonidia: derivación no explicada por el autor, pero probablemente de Adonis, apuesto joven de la mitología griega, cuya sangre manchó las flores de Adonis (Ranunculaceae); tal vez Odoardo Beccari la llamó Adonidia, en referencia a la fruta de color rojo brillante.
maturbongsii: epíteto otorgado en honor a Rudi Maturbongs (Universitas Negeri Papúa), que recogió los primeros especímenes de herbario de la especie, en reconocimiento a sus contribuciones al estudio de las palmas en Biak.

## Fuente
1. 1 2 3  / «Adonidia maturbongsii». World Checklist of Selected Plant Families. Consultado el 20 de agosto de 2013.
2. ↑  En Plants-fungi
3. ↑  Adonidia maturbongsii en PlantList
4. ↑  Adonidia maturbongsii en PalmWeb

- Datos: Q15726596